# سر ششم
سر ششم (انگلیسی: Head VI) ششمین و آخرین نقاشی از سری‌نقاشی‌های شش‌گانهٔ سر ۱۹۴۹ اثر فرانسیس بیکن، نقاش فیگوراتیو ایرلندی‌ست که در آن نمای سردیس پیکری را بر پایهٔ پرتره پاپ اینوسنت دهم ولاسکس به تصویر می‌کشد. بیکن در این اثر از ضربه‌قلم‌های صریح و تند استفاده کرده و پاپ فریادکش را در فضای شیشه‌ای قفس‌مانند با حائلی شبه‌پرده‌ای چنان به تصویر کشیده‌است که گویی از سوی فضای پوچِ بی‌هوای اطرافش در حال خفگی و بلعیده‌شدن است. استقبال و شمایل‌شکنی همزمان در این نقاشی کیفیتی متناقض‌نما به پرداخت اصیل بیکن بخشیده‌است.
سر ششم نخستین اثری از بیکن است که در آن به ولاسکس ارجاع می‌دهد؛ او سراسر دوران فعالیت خود تحت‌تأثیر پرتره پاپ اینوسنت دهم بود و مجموعهٔ پاپ‌های فریادکش شامل ۴۵ نقاشی را با الهام از آن آفرید.

## نگارخانه

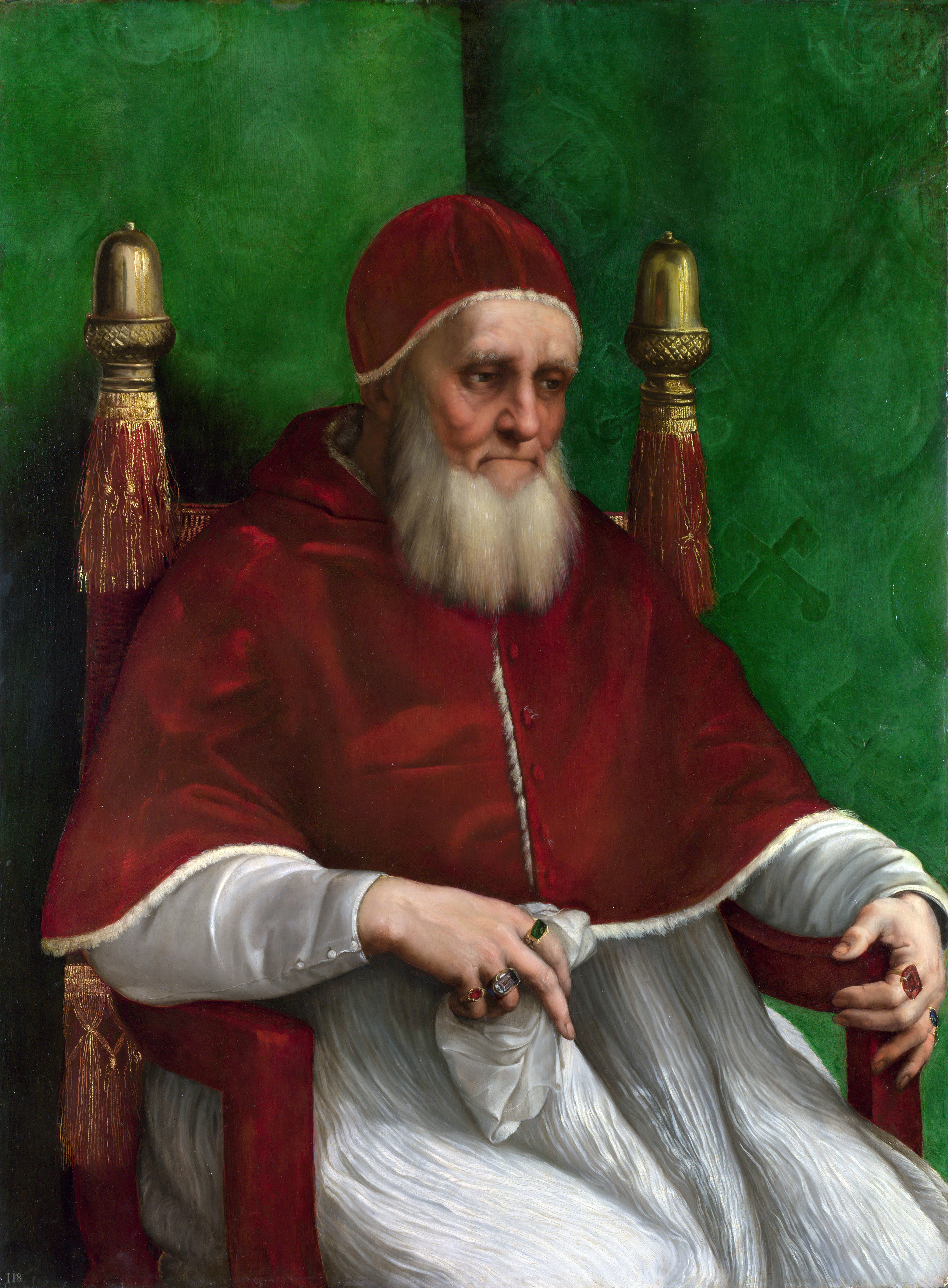
Raphael, Portrait of Pope Julius II, 1511–12
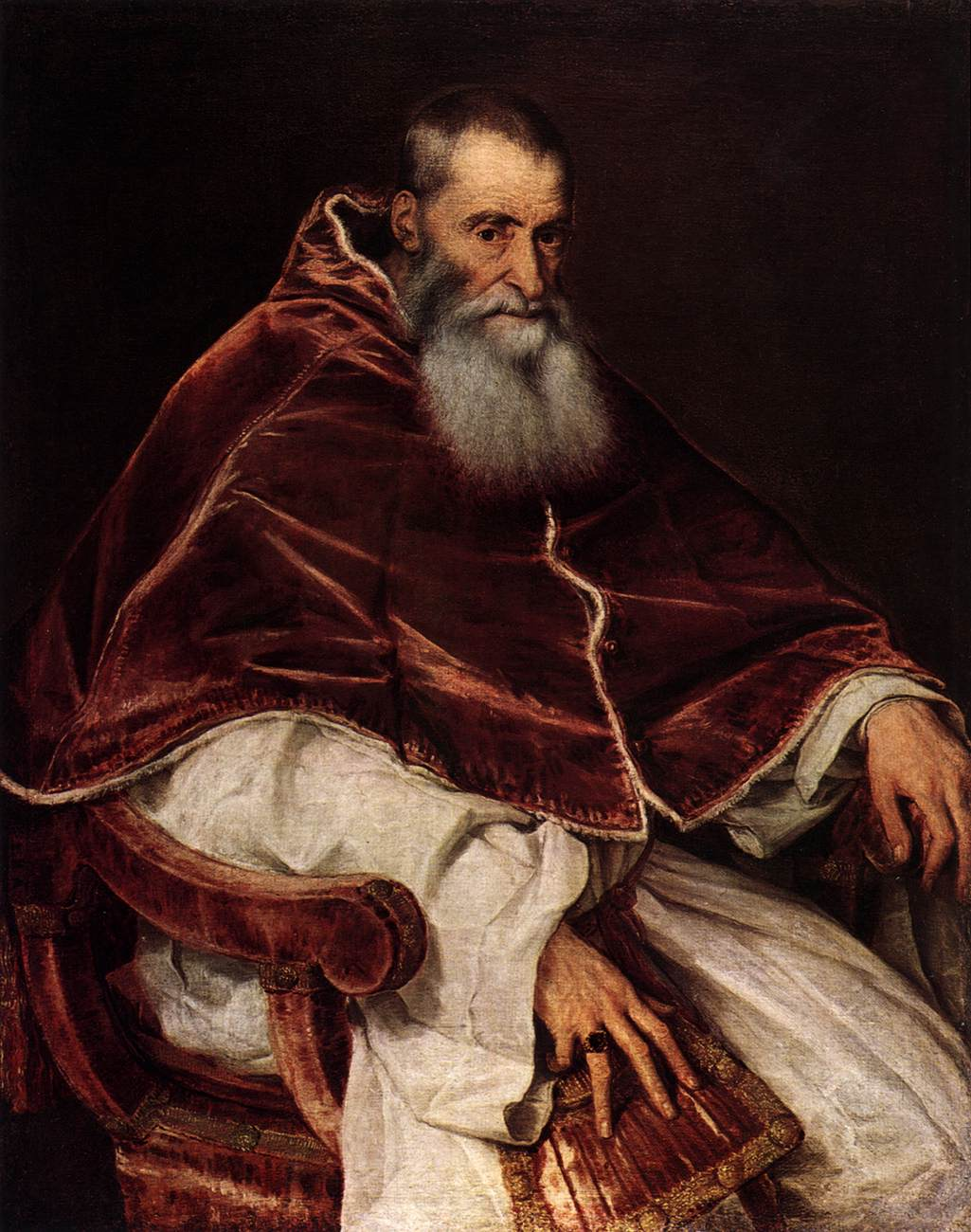
Titian, Portrait of Pope Paul III, 1543
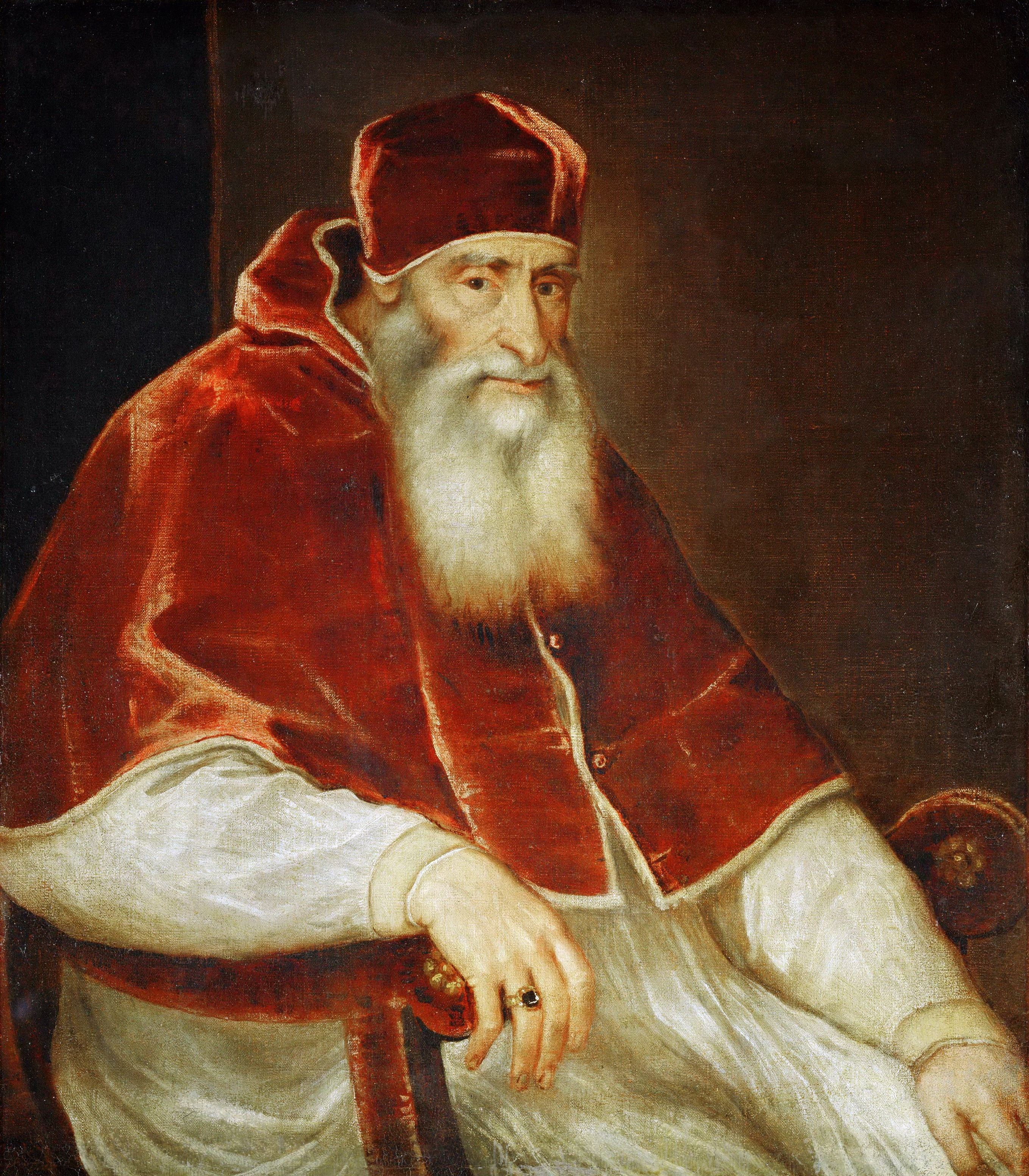
Titian, Portrait of Pope Paul III, 1545–46
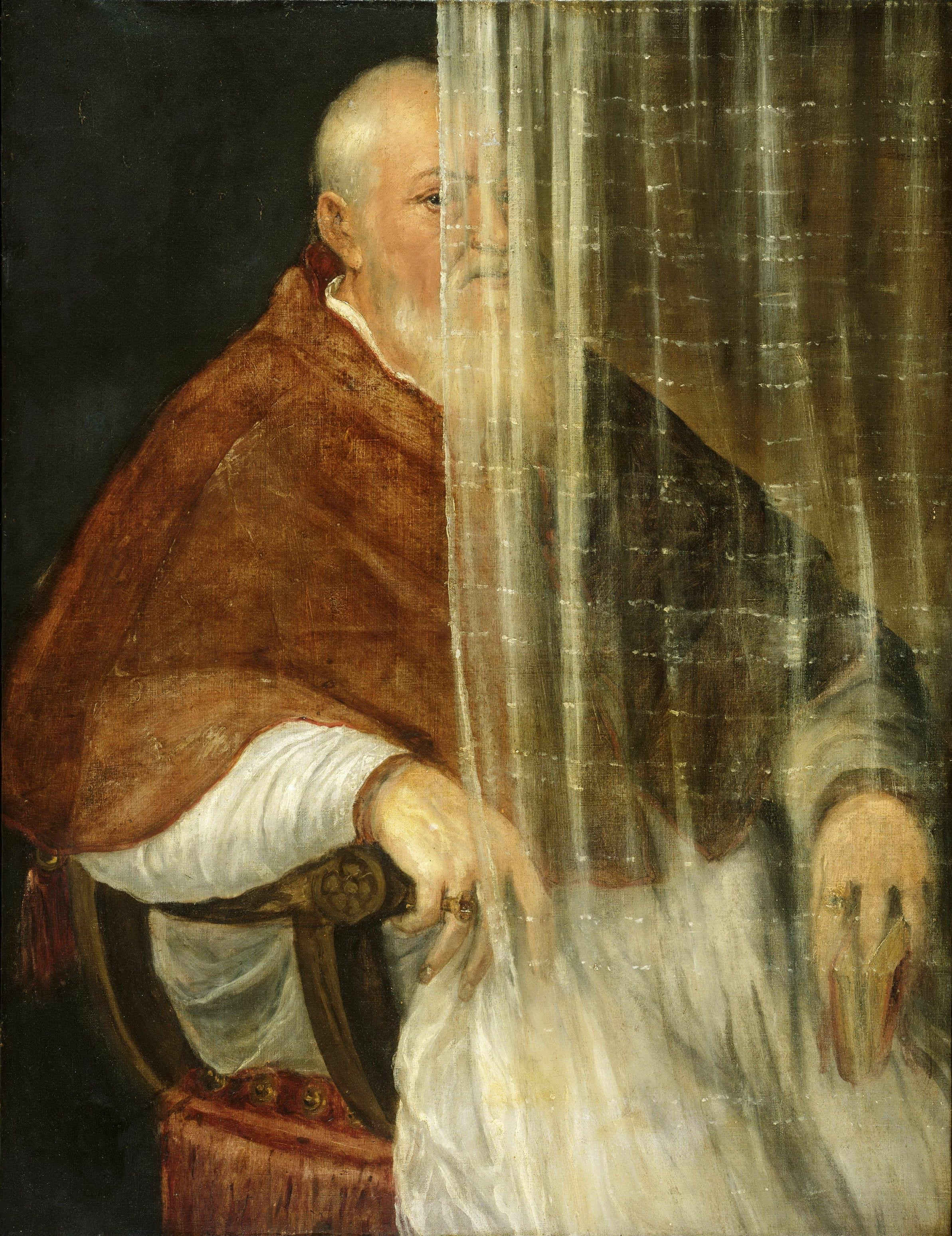
Titian, Portrait of Cardinal Filippo Archinto, 1558